# Ri (Orne)
Ri település Franciaországban, Orne megyében. Lakosainak száma 157 fő (2022. január 1.). Ri Commeaux, Habloville, Rônai és Monts-sur-Orne községekkel határos.

## Népesség
A település népessége az elmúlt években az alábbi módon változott:
| Lakosok száma | 163  | 167  | 173  | 167  | 164  | 161  | 158  | 156  | 157  |
|               | 2013 | 2015 | 2016 | 2017 | 2018 | 2019 | 2020 | 2021 | 2022 |